# Jan Van Cauwelaert
Jan Van Cauwelaert (Anversa, 12 aprile 1914 – Jette, 18 agosto 2016) è stato un vescovo cattolico belga, vescovo di Inongo nella Repubblica Democratica del Congo, ex Congo belga.

## Biografia

### Gioventù e Presbiterio
È il sesto figlio del politico democristiano fiammingo Frans Van Cauwelaert, è nato ad Anversa, in Belgio, il 12 aprile 1914. Il 6 agosto 1939 è stato ordinato sacerdote per i Scheutisti, cioè per la Congregazione del Cuore Immacolato di Maria (ICMC).
Nel 1940 andò nel Congo belga come missionario.

### Vescovo in Congo
Il 6 gennaio 1954 è stato nominato Vicario apostolico di Inongo nel Congo Belga da Pio XII e riceve il titolo di Vescovo titolare della Metropoli di Asia. Il 25 marzo 1954 fu consacrato da Jozef-Ernest Van Roey, arcivescovo di Malines. Il 10 novembre 1959, il vicariato apostolico fu elevato al rango di diocesi e Jan Van Cauwelaert divenne il primo vescovo di Inongo. Favorevole alla partecipazione dei laici alla vita della Chiesa, mantenendo l'inculturazione, ha usato il lingala all'inizio del suo ministero. È uno dei partecipanti al Concilio Vaticano II. Si ritirò il 12 giugno 1967 a beneficio di un vescovo congolese, Leon Lesambo Ndamwize.

### Ritiro
Gli è stato concesso in seguito il titolo di vescovo titolare di Uccula, che mantenne fino al 12 ottobre 1976. È stato consultore della Congregazione per l'evangelizzazione dei popoli e presidente del Collegio dei Scheutisti a Roma. È stato anche presidente del Comitato degli istituti missionari e vicepresidente della sezione fiamminga del movimento Pax Christi.
Il 12 aprile 2014, ha celebrato il suo centenario ad Anversa alla presenza del cardinale Laurent Monsengwo Pasinya e Sabine de Bethune.
È morto all'ospedale universitario Jette nella regione di Bruxelles-Capitale il 18 agosto 2016 all'età di 102 anni. Alla sua morte, tra tutti i vescovi cattolici viventi, nessuno era divenuto vescovo prima di lui e solo due erano stati ordinati prima di lui: Peter Leo Gerety e Albert Malbois. È anche il secondo vescovo cattolico più longevo del mondo, dietro a Peter Leo Gerety.

## Genealogia episcopale
La genealogia episcopale è:
- Cardinale Scipione Rebiba
- Cardinale Giulio Antonio Santori
- Cardinale Girolamo Bernerio, O.P.
- Arcivescovo Galeazzo Sanvitale
- Cardinale Ludovico Ludovisi
- Cardinale Luigi Caetani
- Cardinale Ulderico Carpegna
- Cardinale Paluzzo Paluzzi Altieri degli Albertoni
- Papa Benedetto XIII
- Papa Benedetto XIV
- Papa Clemente XIII
- Cardinale Marcantonio Colonna
- Cardinale Giacinto Sigismondo Gerdil, B.
- Cardinale Giulio Maria della Somaglia
- Cardinale Carlo Odescalchi, S.I.
- Vescovo Eugène-Charles-Joseph de Mazenod, O.M.I.
- Cardinale Joseph Hippolyte Guibert, O.M.I.
- Cardinale François-Marie-Benjamin Richard de la Vergne
- Cardinale Pietro Gasparri
- Cardinale Clemente Micara
- Cardinale Jozef-Ernest Van Roey
- Vescovo Jan Van Cauwelaert, C.I.C.M.